# Pythagoreio
Pythagoreio (in greco Πυθαγόρειο?) è un ex comune della Grecia nella periferia dell'Egeo Settentrionale (unità periferica di Samo) con 9.003 abitanti secondo i dati del censimento 2001.
È stato soppresso a seguito della riforma amministrativa, detta Programma Callicrate, in vigore dal gennaio 2011 ed è ora compreso nel comune di Samo.
La cittadina di Pythagorion si trova in una pianura lungo la costa meridionale dell’isola di Samos e si affaccia nella parte orientale del golfo di Tigani. Dal 1955 il borgo ha preso il nome del matematico Pitagora, nato nella vicina Vathi. Di fronte al porto è stata posta una statua dedicata al filosofo.

Pythagoreio - Πυθαγόρειο
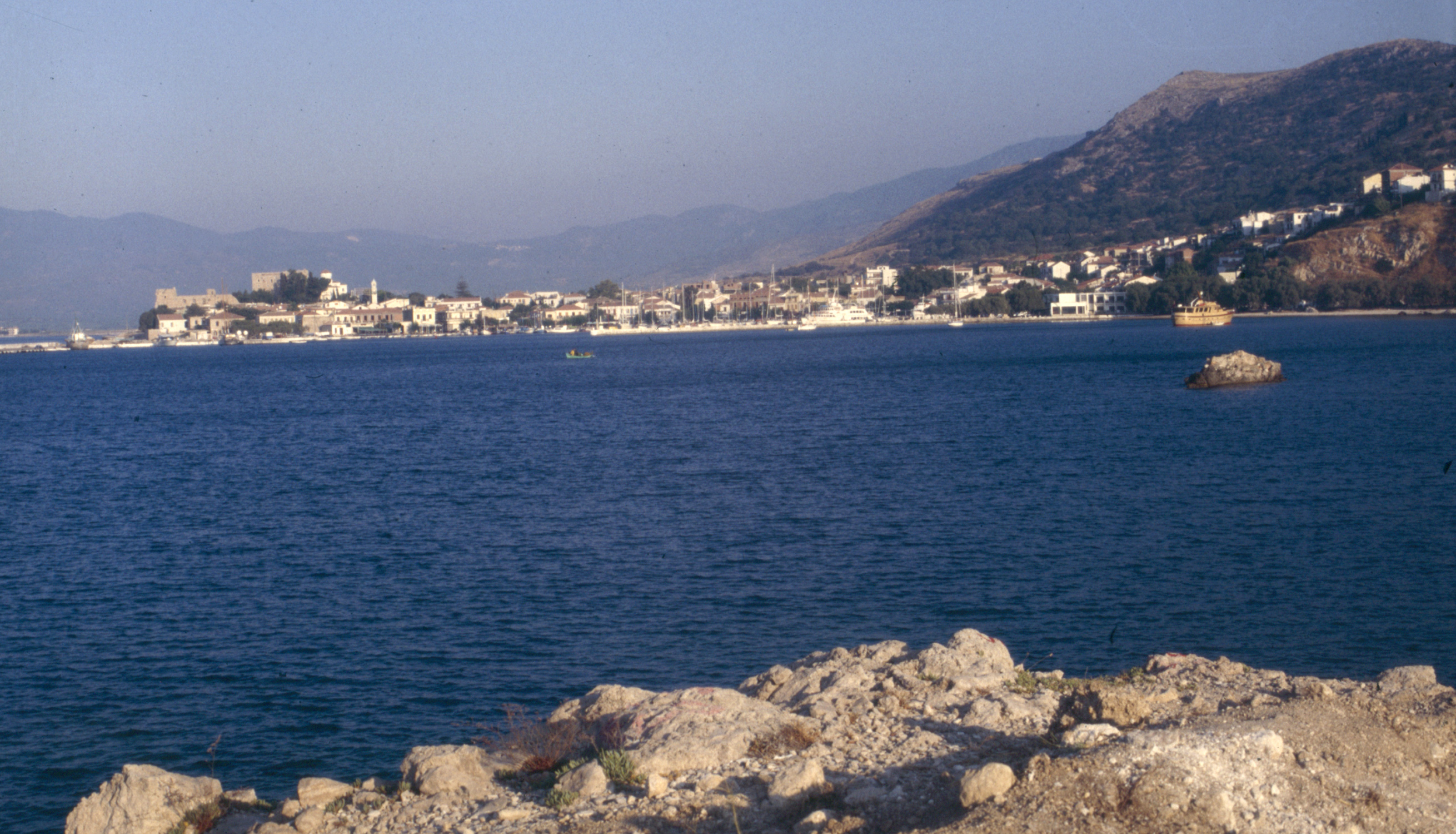
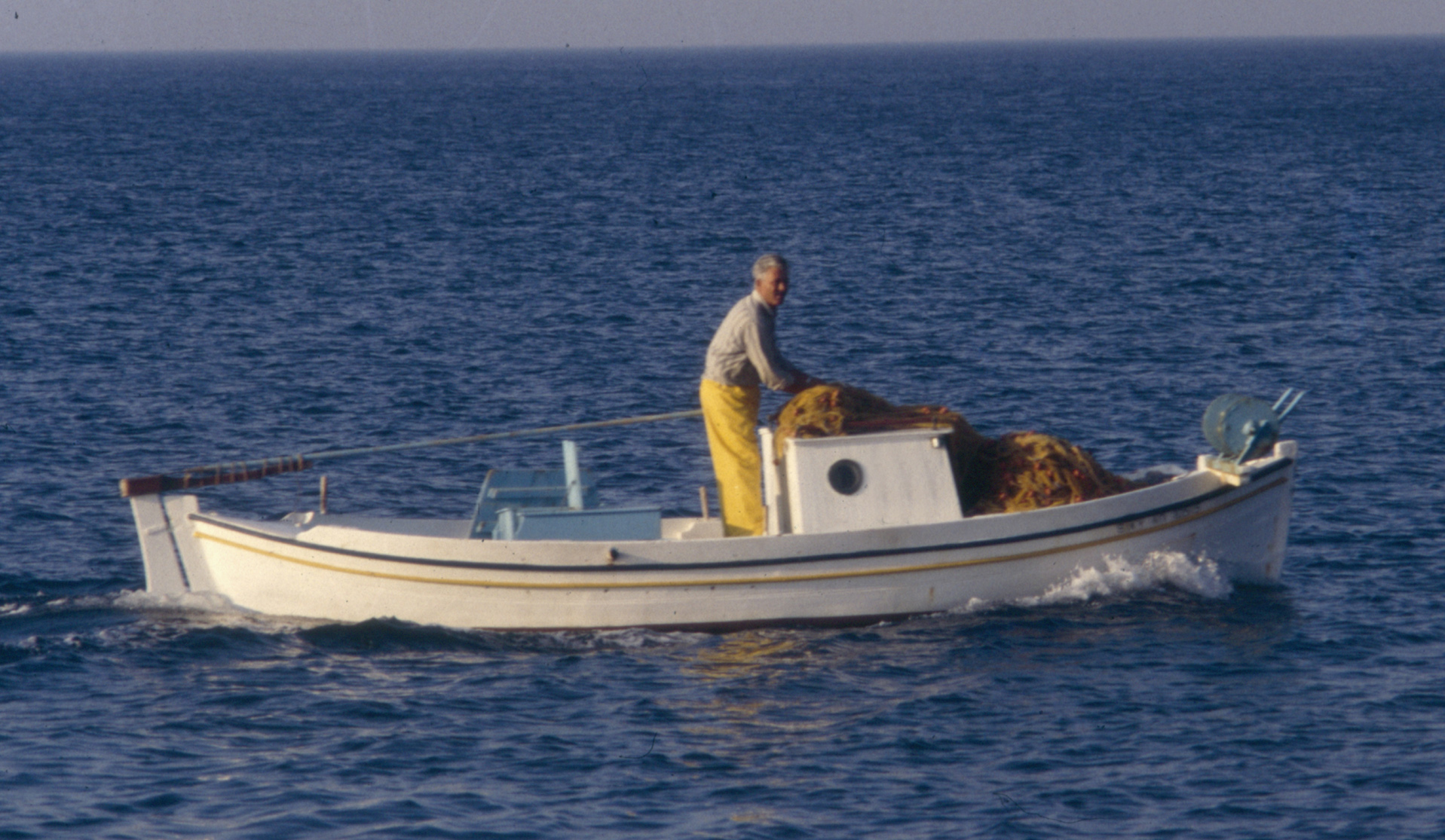
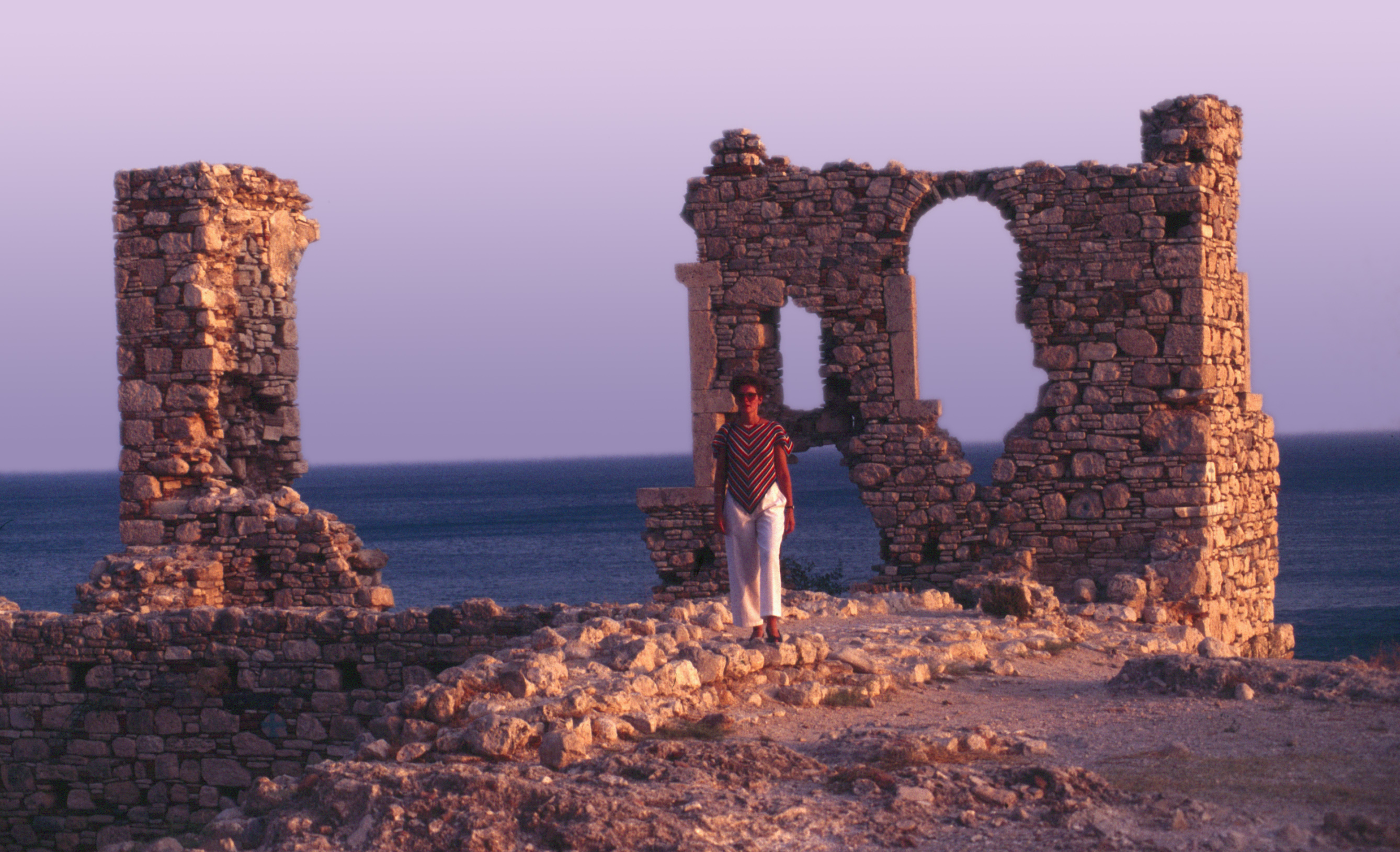
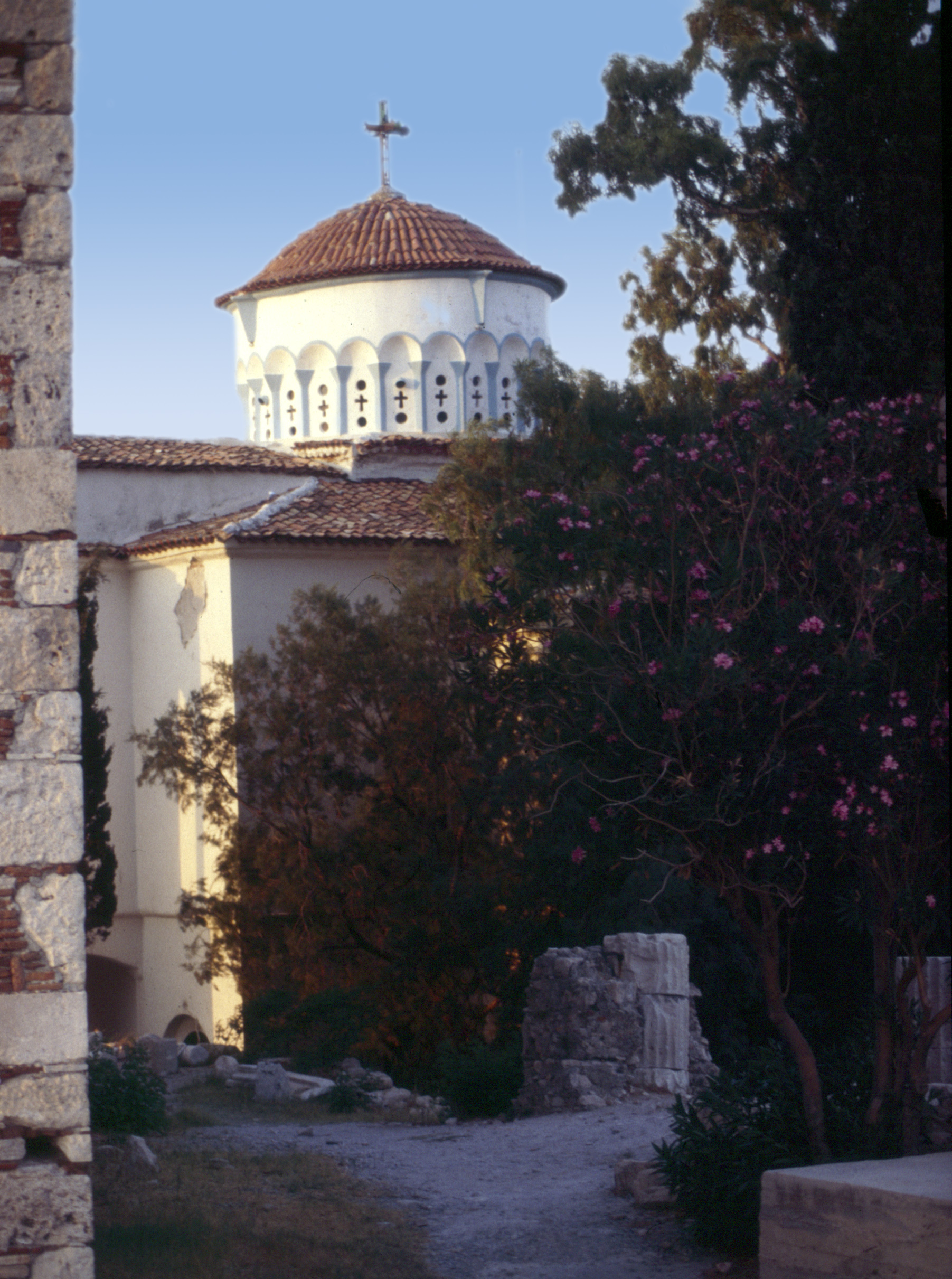
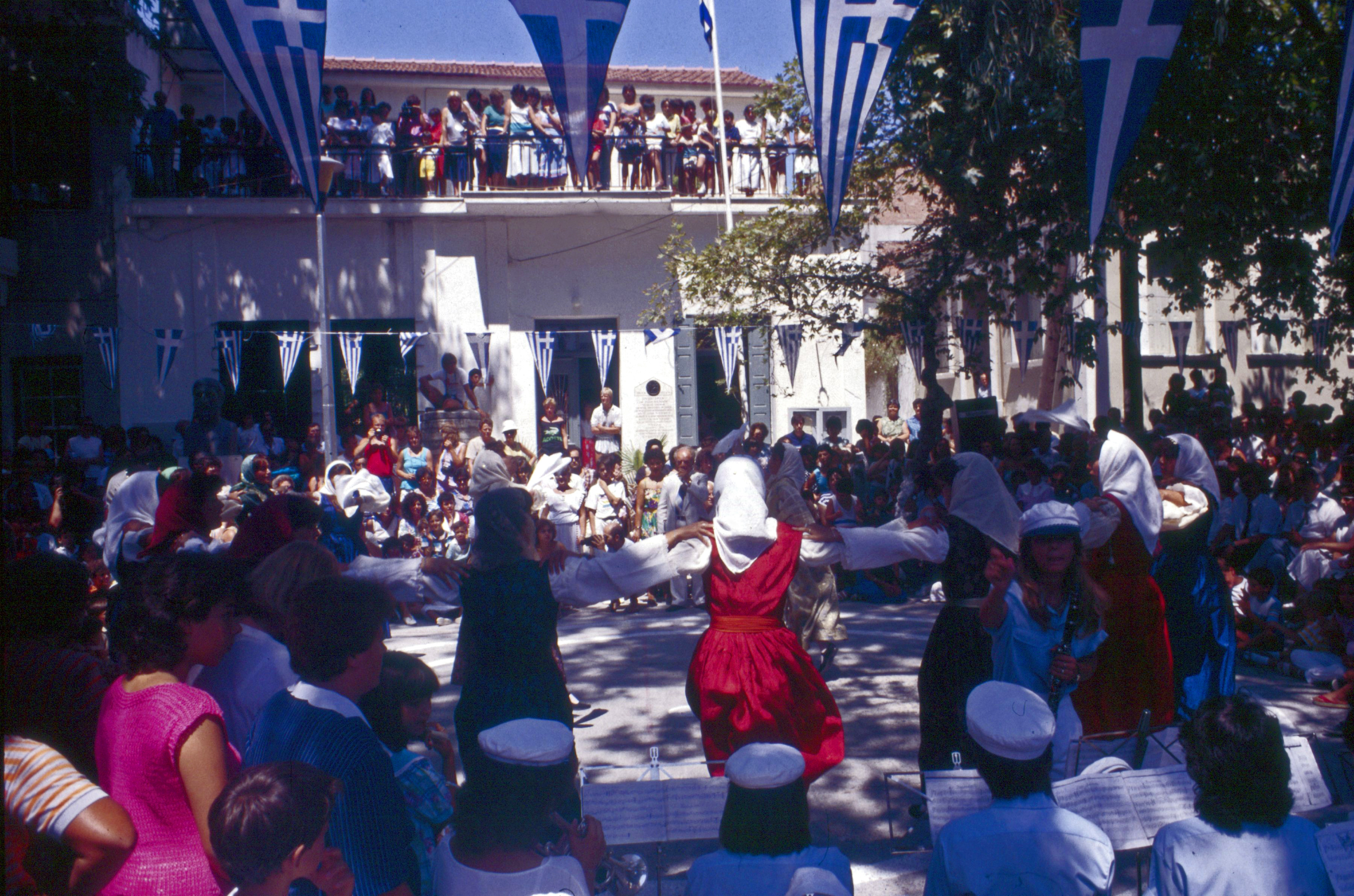
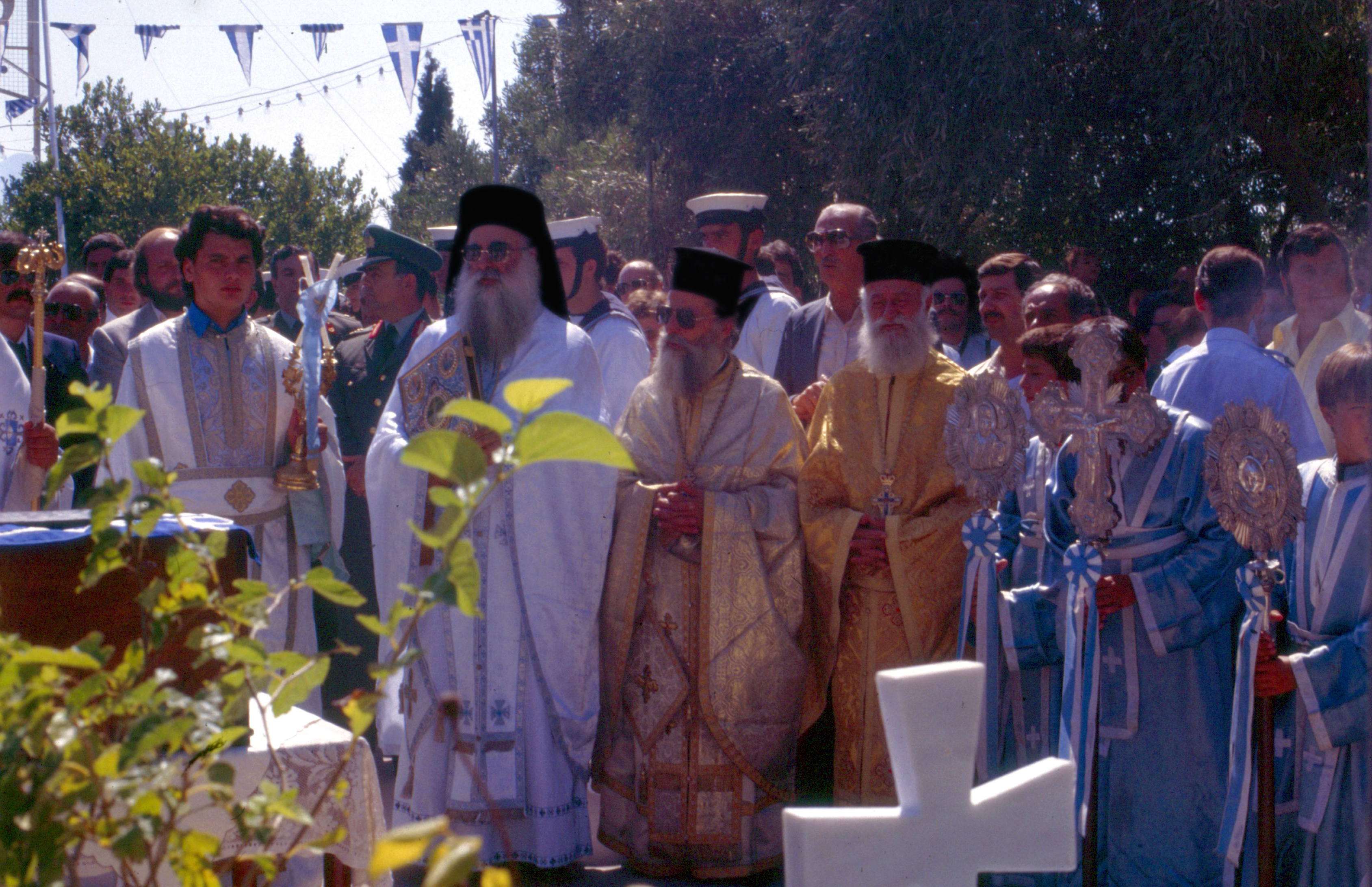
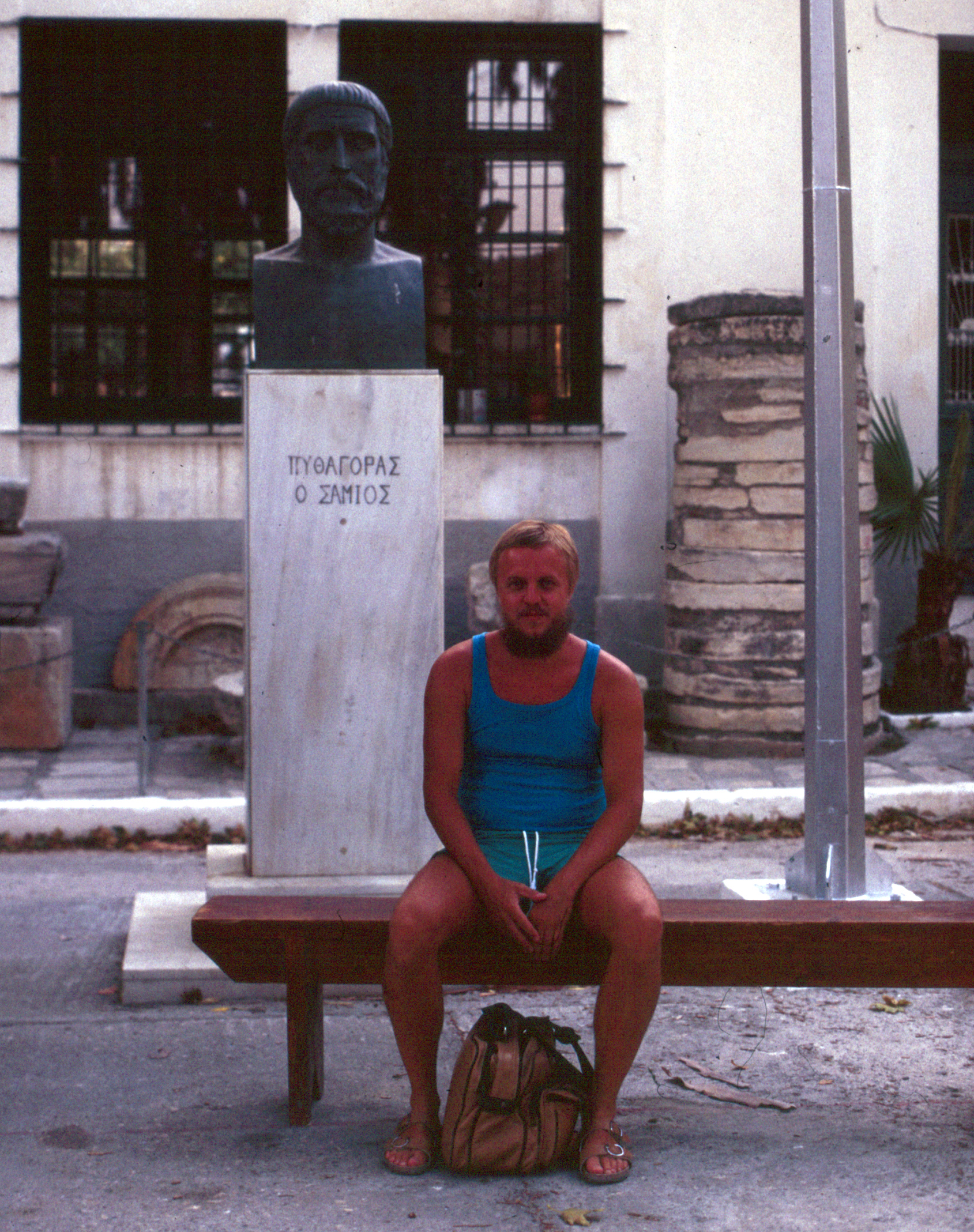
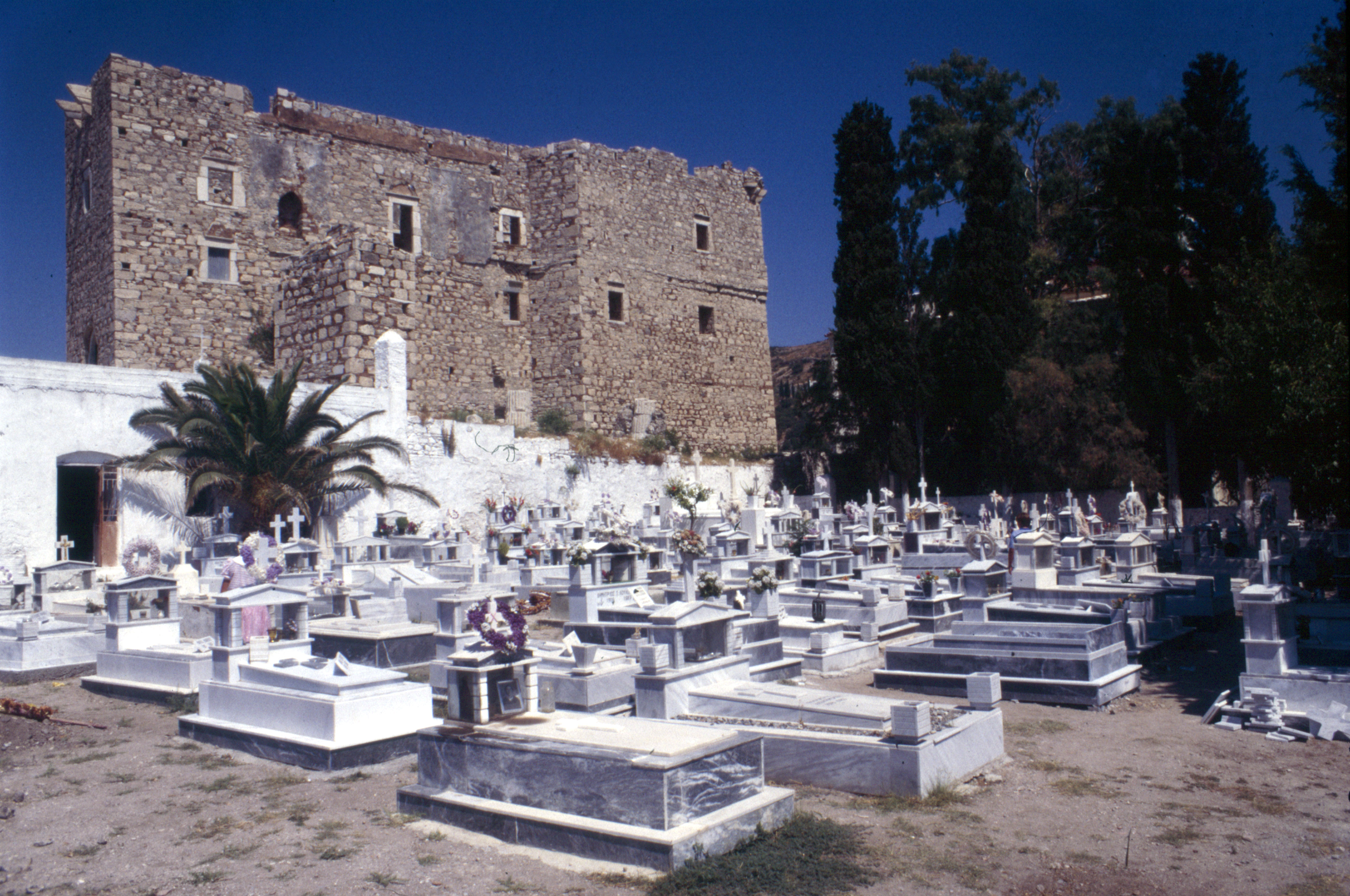